# Willie (singolo)
Willie è il sedicesimo singolo della cover band statunitense Me First and the Gimme Gimmes, pubblicato per la Fat Wreck Chords l'11 dicembre 2007.

## Descrizione
Questo singolo è composto di cover di Willie Nelson.
Willie è il terzo singolo della serie Square Dance Series. È stato pubblicato in un totale di 3,184 copie (1,057 su vinile nero quadrato e 2,127 su vinile blu rotondo).

## Tracce
1. On the Road Again
2. City of New Orleans

## Formazione
- Spike Slawson - voce
- Joey Cape - chitarra
- Chris Shiflett - chitarra
- Fat Mike - basso, voce
- Dave Raun - batteria